# Parapheromia configurata
Parapheromia configurata är en fjärilsart som beskrevs av George Duryea Hulst 1898. Parapheromia configurata ingår i släktet Parapheromia och familjen mätare. Inga underarter finns listade i Catalogue of Life.